# Występ (album)
Występ – dwupłytowy, koncertowy album grupy Kazik na Żywo wydany w 2002 roku. Album promowały single "Spalam się" i "I Am on the Top". W 2022 roku wydano  limitowany czasowo album w wersji 3LP w kolorze czarnym i pomarańczowym. 8 czerwca 2022 roku dla nabywców wersji 3LP udostępniono niepublikowany dotychczas zapis audio-wideo całego koncertu w formie VOD (pierwotnie miały być to tylko fragmenty). Kilka utworów w wersji wideo udostępniono natomiast dla wszystkich na kanale wydawnictwa S.P. Records

## Lista utworów (wersja 2CD)

### CD1
1. "Gadka"
2. "Legenda ludowa"
3. "Świadomość"
4. "Łysy jedzie do Moskwy"
5. "Kalifornia ponad wszystko" (cover Dead Kennedys)
6. "Gdy wam się chce, wtedy więcej chcę"
7. "I Am on the Top" (cover Deadlock)
8. "Las Maquinas de la Muerte"
9. "Jeśli kochasz więcej, to boisz się mniej"
10. "Przy słowie"
11. "Makabra"
12. "Nie zrobimy wam nic złego, tylko dajcie nam jego"
13. "Tata dilera"
14. "Jerzy hat eine sztuczna kobieta gekonstruliert"
15. "Gadka"
16. "Tańce wojenne"
17. "12 Groszy"
18. "Artyści"
19. "W południe"
20. "Odpad atomowy"
21. "Pierdolę Pera"
22. "Celina"

### CD2
1. "Maciek, ja tylko żartowałem"
2. "Krzesło łaski"
3. "Jeszcze Polska"
4. "No speaking Inglese"
5. "Konsument"
6. "Nie ma litości"
7. "220 V"
8. "Spalam się"
9. "Ja tu jeszcze wrócę"
10. "Legenda ludowa"
11. "Tata dilera"

## Lista Utworów (wersjaMC)

### Strona A
1. "Legenda ludowa"
2. "Świadomość"
3. "Łysy jedzie do Moskwy"
4. "Gdy wam się chce, wtedy więcej chcę"
5. "I am on the top" (cover Deadlock)
6. "Jeśli kochasz więcej, to boisz się mniej"
7. "Przy słowie"
8. "Makabra"

### Strona B
1. "Tata dilera"
2. "Tańce wojenne"
3. "Artyści"
4. "W południe"
5. "Pierdolę Pera"
6. "Spalam się"
7. "No speaking Inglese"
8. "Nie ma litości"

## Lista Utworów (wersja 3LP)

### LP1 strona A
1. "Legenda ludowa"
2. "Świadomość"
3. "Łysy jedzie do Moskwy"
4. "Kalifornia ponad wszystko" (cover Dead Kennedys)
5. "Gdy wam się chce, wtedy więcej chcę"
6. "I am on the top" (cover Deadlock)

### LP1 strona B
1. "Las Maquinas de la Muerte"
2. "Jeśli kochasz więcej, to boisz się mniej"
3. "Przy słowie"
4. "Makabra"
5. "Nie zrobimy wam nic złego, tylko dajcie nam jego"

### LP2 strona C
1. "Tata dilera"
2. "Jerzy hat eine sztuczna kobieta gekonstruliert"
3. "Tańce wojenne"
4. "12 Groszy"
5. "Artyści"

### LP2 strona D
1. "W południe"
2. "Odpad atomowy"
3. "Pierdolę Pera"
4. "Celina"
5. "Maciek, ja tylko żartowałem"
6. "Krzesło łaski"

### LP3 strona E
1. "Jeszcze Polska"
2. "No speaking Inglese"
3. "Konsument"
4. "Nie ma litości"
5. "220 V"

### LP3 strona F
1. "Spalam się"
2. "Ja tu jeszcze wrócę"
3. "Legenda ludowa"
4. "Tata dealera"

## Single
- 2002 – I Am on the Top
- 2002 – Spalam się (live)

## Teledyski
- 2002 – I Am on the top[potrzebny przypis]
- 2002 – Spalam się (live)[potrzebny przypis]

## Skład zespołu
- Adam "Burza" Burzyński – gitara
- Olaf "Dessig" Deriglasoff – gitara, gitara basowa, virus, sampler, głos
- Tomasz Goehs – perkusja
- Kazik Staszewski – głos, gitara, gitara basowa, virus
- Michał "Kwiatek" Kwiatkowski – gitara basowa, gitara, głos

W utworze ""220V" gościnnie udzielił się Dr Yry (we wkładce do płyty określony "DR ŸRŸ")

## Inne informacje
We wkładce do płyty pojawiły się dwie informacje:
- "Występ miał miejsce dn. 31.02.1953 r. we Wilnie".
- "Kto kupuje płyty od złodzieja niech się w pieździec wypierdziela! - To nie moje są słowa, to legenda ludowa¤ Heinrich Lüdow - Generał Niemiecki, dowódca 867 armii pancernej. Żył w latach 1934 - tysionc pincet sto dziwincet"

## Sprzedaż
| Oficjalna Lista Sprzedaży OLiS |    |    |    |    |    |    |    |    |    |    |    |    |    |    |    |    |    |    |    |    |    |    |    |    |    |
| Tydzień                        | 01 | 02 | 03 | 04 | 05 | 06 | 07 | 08 | 09 | 10 | 11 | 12 | 13 | 14 | 15 | 16 | 17 | 18 | 19 | 20 | 21 | 22 | 23 | 24 | 25 |
| Pozycja                        | 1  | 1  | 1  | 4  | 4  | 13 | 7  | 12 | 18 | 28 | 21 | 38 | 36 | 41 | 39 | 44 | -  | -  | -  | 48 | -  | -  | -  | -  | -  |